# Wayne Merrick
Leonard Wayne Merrick, född 23 april 1952, är en kanadensisk före detta professionell ishockeyspelare som tillbringade tolv säsonger i den nordamerikanska ishockeyligan National Hockey League (NHL), där han spelade för ishockeyorganisationerna St. Louis Blues, California Golden Seals, Cleveland Barons och New York Islanders. Han producerade 456 poäng (191 mål och 265 assists) samt drog på sig 303 utvisningsminuter på 774 grundspelsmatcher. Merrick spelade också på lägre nivåer för Denver Spurs i Western Hockey League (WHL) och Ottawa 67's i Ontario Hockey Association (OHA-Jr).
Han draftades i första rundan i 1972 års draft av St. Louis Blues som nionde spelare totalt.
Merrick var en av kärnmedlemmarna i Islanders dynastilag som vann fyra raka Stanley Cup-titlar för säsongerna 1979-1980, 1980-1981, 1981-1982 och 1982-1983.

## Statistik
| 1969–1970      | Ottawa 67's             | OHA-Jr.        | 51  | 10  | 17  | 27  | 10  | 5   | 0  | 2  | 2  | 0  |
| 1970–1971      | Ottawa 67's             | OHA-Jr.        | 62  | 34  | 42  | 76  | 41  | 11  | 6  | 8  | 14 | 4  |
| 1971–1972      | Ottawa 67's             | OHA-Jr.        | 62  | 39  | 56  | 95  | 21  | 18  | 13 | 6  | 19 | 0  |
| 1972–1973      | St. Louis Blues         | NHL            | 50  | 10  | 11  | 21  | 10  | 5   | 0  | 1  | 1  | 2  |
|                | Denver Spurs            | WHL            | 22  | 6   | 13  | 19  | 6   | —   | —  | —  | —  | —  |
| 1973–1974      | St. Louis Blues         | NHL            | 64  | 20  | 23  | 43  | 32  | —   | —  | —  | —  | —  |
| 1974–1975      | St. Louis Blues         | NHL            | 76  | 28  | 37  | 65  | 57  | 2   | 1  | 1  | 2  | 0  |
| 1975–1976      | St. Louis Blues         | NHL            | 19  | 7   | 8   | 15  | 0   | —   | —  | —  | —  | —  |
|                | California Golden Seals | NHL            | 56  | 25  | 27  | 52  | 36  | —   | —  | —  | —  | —  |
| 1976–1977      | Cleveland Barons        | NHL            | 80  | 18  | 38  | 56  | 25  | —   | —  | —  | —  | —  |
| 1977–1978      | Cleveland Barons        | NHL            | 18  | 2   | 5   | 7   | 8   | —   | —  | —  | —  | —  |
|                | New York Islanders      | NHL            | 37  | 10  | 14  | 24  | 8   | 7   | 1  | 0  | 1  | 0  |
| 1978–1979      | New York Islanders      | NHL            | 75  | 20  | 21  | 41  | 24  | 10  | 2  | 3  | 5  | 2  |
| 1979–1980      | New York Islanders      | NHL            | 70  | 13  | 22  | 35  | 16  | 21  | 2  | 4  | 6  | 2  |
| 1980–1981      | New York Islanders      | NHL            | 71  | 16  | 15  | 31  | 30  | 18  | 6  | 12 | 18 | 8  |
| 1981–1982      | New York Islanders      | NHL            | 68  | 12  | 27  | 39  | 20  | 19  | 6  | 6  | 12 | 6  |
| 1982–1983      | New York Islanders      | NHL            | 59  | 4   | 12  | 16  | 27  | 19  | 1  | 3  | 4  | 10 |
| 1983–1984      | New York Islanders      | NHL            | 31  | 6   | 5   | 11  | 10  | 1   | 0  | 0  | 0  | 0  |
| NHL totalt     | NHL totalt              | NHL totalt     | 774 | 191 | 265 | 456 | 303 | 102 | 19 | 30 | 49 | 30 |
| WHL totalt     | WHL totalt              | WHL totalt     | 22  | 6   | 13  | 19  | 6   | —   | —  | —  | —  | —  |
| OHA-Jr. totalt | OHA-Jr. totalt          | OHA-Jr. totalt | 175 | 83  | 115 | 198 | 72  | 34  | 19 | 16 | 35 | 4  |